# Osada Jana
Osada Jana – najmniejsza pod względem powierzchni dzielnica Tarnowskich Gór, utworzona w 1998 roku, niestanowiąca odrębnej miejscowości, otoczona z trzech stron przez dzielnicę Śródmieście-Centrum, od południa graniczy z dzielnicą Bobrowniki Śląskie-Piekary Rudne. Prawie cały obszar dzielnicy położony jest na terenie obrębu ewidencyjnego Tarnowskie Góry, jedynie trzy niewielkie skrawki przy Obwodnicy i ul. Bytomskiej należą do obrębu Bobrowniki Śląskie.
Historycznie prawie cały obszar Osady Jana leżał na terytorium Bobrownik.

## Charakterystyka
Większą część dzielnicy stanowi budowane od 1967 roku do lat 80. XX wieku Osiedle XXV-lecia PRL, znane jako „Manhattan”. Natomiast starszą, pierwotną część Osady Jana, założonej pod koniec lat 20. XX wieku, stanowią zabudowania domów jedno- i wielorodzinnych z czworokątnym placem u zbiegu ulic Kopernika, Targowej i Stromej oraz siatką ulic, z trzech stron otaczające Park Ojców Kamilianów. Trzecia, rekreacyjna część dzielnicy, położona jest na zachód od szosy bytomskiej (ul. Bytomska), obejmując kompleks nieużytków pogórniczych z powstałym w latach 70. XX w. Parkiem Piny i dawnych pól zajętych dziś przez rozległe ogródki działkowe.
Jedynym zabytkowym obiektem istniejącym na Osadzie Jana jest budynek kościoła filialnego św. Jana Chrzciciela i św. Kamila i szpitala oo. Kamilianów z 1907 roku, należący do parafii pw. Matki Bożej Uzdrowienie Chorych.
Osada Jana jest najgęściej zaludnioną dzielnicą Tarnowskich Gór.

## Nazwa
Śląska forma nazwy osady (Galenberg) jest uproszczeniem niemieckiej nazwy wzgórza Galgenberg, na którym od XVI w. znajdowała się miejska szubienica Tarnowskich Gór, a od 1907 roku stoi klasztor i szpital oo. Kamilianów, otoczony parkiem, założonym w 1910 roku. Z kolei polska nazwa Osada Jana wzięła się od pierwotnej nazwy klasztoru oo. Kamilianów – Domu św. Jana (niem. St. Johanneshaus) i późniejszego wezwania kościoła klasztornego, a zarazem istniejącej w latach 1942–2004 rzymskokatolickiej parafii św. Jana Chrzciciela i św. Kamila.

## Przyroda i ochrona środowiska
Na terenie Osady Jana znajdują się dwa obszary wykazujące pewne walory przyrodnicze – Park Piny na zachodnim skraju dzielnicy oraz Park Ojców Kamilianów obok kościoła św. Jana Chrzciciela i św. Kamila.

## Transport

### Komunikacja miejska
Publiczny transport zbiorowy na terenie dzielnicy obejmuje przewozy autobusowe, których organizatorem od 1 stycznia 2019 jest Zarząd Transportu Metropolitalnego.
Według stanu z lutego 2025 przez Osadę Jana przejeżdżają i zatrzymują się autobusy kursujące na liniach:
- M3 (Tarnowskie Góry Dworzec – Katowice Piotra Skargi),
- M102 (Tarnowskie Góry Dworzec – Bytom Dworzec),
- 3 (Osada Jana Pawilon – Stare Tarnowice GCR),
- 19 (Tarnowskie Góry Dworzec – Bytom Dworzec),
- 142 (Tarnowskie Góry Dworzec – Strzybnica Kościelna),
- 158 (Tarnowskie Góry Dworzec – Rokitnica Pętla),
- 174 (Sowice Czarna Huta – Bobrowniki Śląskie),
- 289 (Tarnowskie Góry Dworzec – Repty Śląskie Witosa),
- 614 i 615 (Rybna Lotników – Miasteczko Śląskie Osiedle),
- 735 (Bytom Dworzec – Tarnowskie Góry Dworzec),
- 749 (Tarnowskie Góry Plac Zembali – Stare Tarnowice GCR).

Na terenie dzielnicy znajdują się przystanki: Osada Jana, Osada Jana Pawilon, Osada Jana Kopernika, Osada Jana Chopina, Osada Jana Młodości oraz przystanek na żądanie Osada Jana Słoneczników.

## Ciekawostki

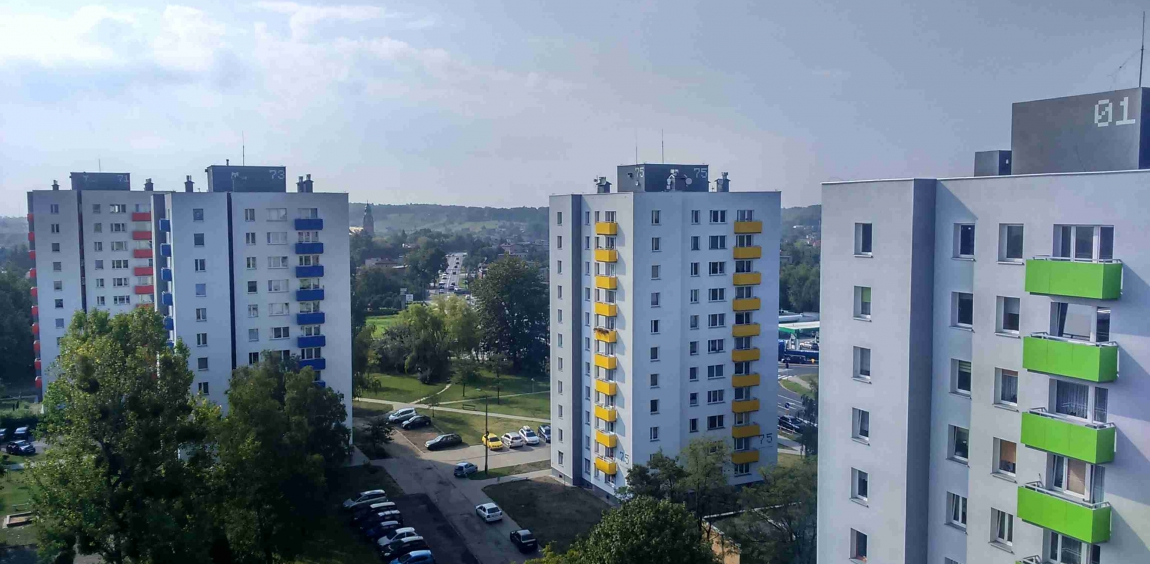
Wieżowce na Osadzie Jana

- 4 sierpnia 2015 przez Osadę Jana (ulicą Bytomską) przebiegała trasa 3. etapu wyścigu kolarskiego Tour de Pologne 2015[9],
- 7 i 8 września 2016 na terenie Osady Jana (pawilon przy ul. Słoneczników, garaże przy ul. Chopina i wiadukt nad koleją na Obwodnicy) został nakręcony teledysk do singla Królowa łez Agnieszki Chylińskiej. Wyreżyserował go Adam Gawenda[10].
- 5 grudnia 2022 roku w dzielnicy odsłonięto rzeźbę gwarka[11].

## Herb
Według statutu dzielnicy Osada Jana do 2015 roku herbem dzielnicy był:

(...) srebrne skrzydło husarii, a pod nim skrzyżowane nawzajem młot i pyrlik w kolorze złotym, umieszczone na niebieskim polu.